# Molekulafeszültség
A molekulafeszültség egy adott molekulán belül az alkotó atomok közötti kötésekben fellépő feszülés, amely a részecskék közötti elektrosztatikus kölcsönhatásokból adódik. Az ilyen behatások megemelik a molekula belső energiáját a feszültségmentes referenciavegyülethez képest. A molekula belső energiája az összes benne tárolt energia összege. Egy feszülésmentes molekulához képest egy feszült molekula többlet belső energiával rendelkezik. Ez a többletenergia vagy feszülési energia az összenyomott rugóhoz hasonlítható. Mint ahogy az összenyomott rugót is meg kell tartani ahhoz, hogy ne szabaduljon fel a benne tárolt potenciális energia, egy molekula is energetikailag kedvezőtlen konformációban tartható a molekulán belüli kémiai kötések révén. Ha ezek a kötések nem rögzítenék a molekula konformációját, a feszülési energia felszabadulna.

## Összefoglalás

### Termodinamika
Két molekulakonformáció egyensúlyát a két konformáció szabadentalpiájának különbsége határozza meg. Az energiakülönbségből meghatározható a két konformáció átalakulásának egyensúlyi állandója.
{\displaystyle \ln K_{eq}={\frac {-\Delta {G^{o}}}{RT}}\,}
Ha az egyik állapotból a másikba történő átalakulás során a szabadentalpia csökken, akkor az átalakulás önként végbemegy, az alacsonyabb energiájú állapot stabilabb. Az erősen feszült, nagy energiájú molekulakonformáció spontán átalakul a kisebb energiájú konformációvá.

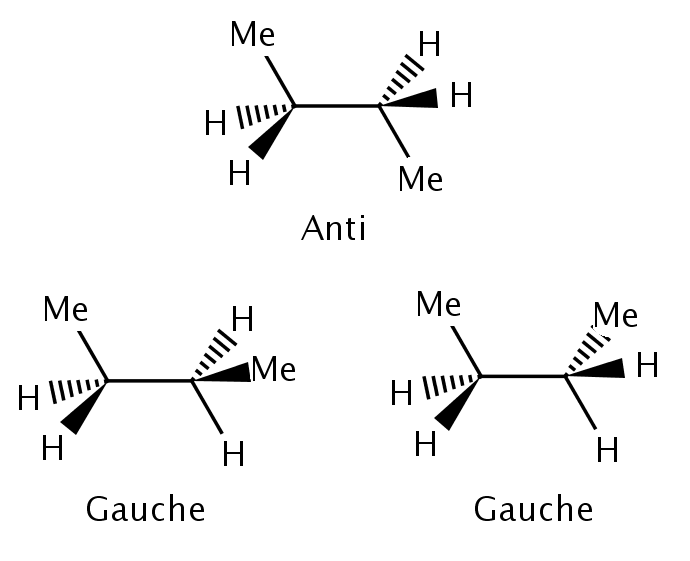
A bután anti és gauche konformációi

A szabadentalpia (állandó hőmérsékleten) az alábbi egyenlet szerinti kapcsolatban van az entalpiával és az entrópiával:
{\displaystyle \Delta {G^{o}}=\Delta {H^{o}}-T\Delta {S^{o}}}
A stabilabb konformáció meghatározásában jellemzően az entalpia a fontosabb termodinamikai függvény. Noha többféle feszültség létezik, az ezeket jellemző feszülési energia mindig a molekulán belüli kötések gyengülésének a következménye. Mivel általában az entalpia a fontosabb, az entrópia többnyire elhanyagolható. Vannak azonban kivételek: ha az entalpiakülönbség kicsi, az entrópia nagyobb befolyással lehet az egyensúlyra. Például az n-bután két lehetséges konformációja az anti- és a gauche-alak. Az anti konformáció 0,9 kcal/mol-lal stabilabb. Azt várhatnánk, hogy szobahőmérsékleten a bután mintegy 82%-ban anti és 18%-ban gauche formában van jelen. Azonban míg anti konformáció csak egy van, gauche konformációból kettő is létezik. Így az entrópia a gauche konformáció stabilitásához 0,4 kcal értékkel járul hozzá. Szobahőmérsékleten a bután konformereinek tényleges megoszlása ezért 70% anti és 30% gauche.

## A molekulafeszülés meghatározása

A ciklohexán és metilciklopentán szerkezete

Egy vegyület képződéshője (ΔHfo) az az entalpiaváltozás, amely a vegyület szabad elemekből történő keletkezése során lép fel. Ha egy vegyület képződéshője különbözik az elméletileg várt vagy egy referencia vegyületre jellemző értéktől, akkor ez a különbség gyakran a feszültség számlájára írható. Például a ciklohexán képződéshője −29,9 kcal/mol, míg a metilciklopentáné −25,5 kcal/mol. Bár a két molekula ugyanannyi atomból áll és ugyanannyi kötést tartalmaz, a metilciklopentán energiaszintje magasabb, mint a ciklohexáné. Ez a különbség az öttagú gyűrű gyűrűfeszültségének tulajdonítható, mely a hattagú gyűrűben nem lép fel. A feszülési energiát gyakran az égéshők felhasználásával határozzák meg, melyet kísérletileg általában egyszerűen meg lehet mérni.
A molekulán belüli feszülési energia meghatározásához ismerni kell a feszülés nélkül várható belső energiát, amire két módszer használatos. Az egyik eljárás szerint egy hasonló, feszülésmentes vegyülethez viszonyítunk, mint az előző metilciklopentános példában. Gyakran azonban nem könnyű megfelelő vegyületet találni. A másik lehetőség a Benson-féle csoportadditivitási szabály. Ha ismerjük a molekula minden egyes csoportjára jellemző értéket, akkor a képződéshő értéke kiszámítható. Ha a kísérleti érték különbözik az elméletileg várttól, akkor a különbség a feszülési energiával azonosítható.

## A feszültségek fajtái

### Van der Waals-feszültség
Van der Waals-feszültség vagy sztérikus feszültség akkor lép fel, amikor egymással kötésben nem lévő atomok a van der Waals-sugaruknál közelebb kényszerülnek egymáshoz. A van der Waals-feszültséget kifejezetten olyan feszültségnek tekintjük, amelynél a kölcsönható atomok a láncban egymástól legalább négy kötés távolságra találhatók. Hasonló molekulákban a sztérikus feszültség mértéke a kölcsönható csoportok méretétől függ, például a terebélyes terc-butilcsoport jóval több helyet foglal el, mint egy metilcsoport, így gyakran erősebb sztérikus kölcsönhatásokat okoz.
Brown és munkatársai tanulmányozták a sztérikus feszültségnek a trialkil-aminok és trimetilborán reakciójára gyakorolt hatását. Azt tapasztalták, hogy az amin alkilcsoportjainak méretét növelve az egyensúlyi állandó értéke csökken. Az egyensúly eltolódását az amin alkilcsoportjai és a bór metilcsoportjai között fellépő sztérikus feszültségnek tulajdonították.

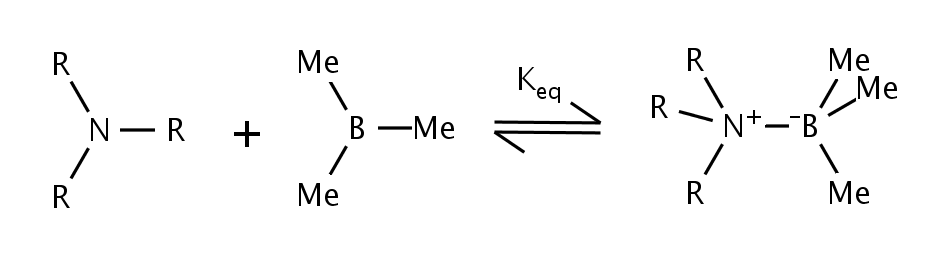
Trialkil-aminok és trimetilborán reakciója

#### Allil feszültség

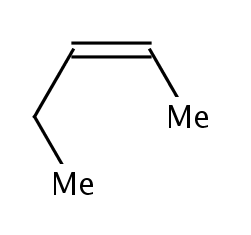
Az allilhelyzetű metil- és etilcsoport közel található egymáshoz

Az allil feszültség, más néven A1,3-feszültség szorosan kapcsolódik a szün-pentán feszültséghez. Ilyen feszültség léphet fel például a 2-penténben. Ennek az alkénnek az etil szubsztituense olyan helyzetbe is fordulhat, hogy annak láncvégi metilcsoportja közel kerül az alkén vicinális metilcsoportjához. Az ilyen típusú vegyületek általában egyenesebb konformációt vesznek fel, hogy csökkentsék a szubsztituensek közötti sztérikus feszültséget.

### Torziós feszültség
A torziós feszültség a kötések egymáshoz viszonyított elcsavarodásával szembeni ellenállás, gyűrűs molekulákban Pitzer-feszültségnek is nevezik.
Torziós feszültség akkor lép fel, ha egymástól három kötés távolságra lévő atomok a stabilabb, nyitott konformáció helyett fedő állásban találhatók. Az etán nyitott konformációi között a forgási energiagát mintegy 2,9 kcal/mol. Kezdetben úgy gondolták, hogy a forgás energiagátját a vicinális hidrogének közötti sztérikus kölcsönhatás okozza, de a hidrogén van der Waals sugara ehhez túlságosan kicsi. Újabb kutatások kimutatták, hogy a nyitott állás a hiperkonjugáció miatt stabilabb. A nyitott állásból elfordulva a stabilizáló hatás gyengül.
A bonyolultabb szerkezetű molekuláknak, például a butánnak több nyitott állása is létezik. A bután anti konformációja a gauche állásnál körülbelül 3,8 kcal/mol értékkel stabilabb. Ez a két konformáció sokkal stabilabb a fedő állásoknál. Az etánnál látott hiperkonjugáció helyett a bután esetén a feszültség forrása részben a metilcsoportok közötti sztérikus kölcsönhatás, részben pedig az ezek által okozott kötésszögtorzulás.

### Gyűrűfeszültség
A vegyértékelektronpár-taszítási elmélet szerint a molekulák legkedvezőbb alakja az, amelyben a kötő és nemkötő elektronok a lehető legmesszebb helyezkednek el egymástól. Viszonylag gyakran előfordul, hogy a molekulákban a kötésszögek kicsit eltérnek ezektől az optimális értékektől. Ezt a feszültséget nevezzük szögfeszültségnek vagy Baeyer-feszültségnek. Ennek legegyszerűbb példáit a kis gyűrűtagszámú cikloalkánok – például a ciklopropán és a ciklobután – mutatják, ezek alább vannak ismertetve. A gyűrűs rendszerekben ezen kívül gyakran előfordul fedőállás, amit nem lehet megszüntetni.
| Gyűrűméret | Feszültség (kcal/mol) |    | Gyűrűméret | Feszültség (kcal/mol) |
| ---------- | --------------------- | -- | ---------- | --------------------- |
| 3          | 27,5                  | 10 | 12,4       |                       |
| 4          | 26,3                  | 11 | 11,3       |                       |
| 5          | 6,2                   | 12 | 4,1        |                       |
| 6          | 0,1                   | 13 | 5,2        |                       |
| 7          | 6,2                   | 14 | 1,9        |                       |
| 8          | 9,7                   | 15 | 1,9        |                       |
| 9          | 12,6                  | 16 | 2,0        |                       |

Elvileg az aciklusos vegyületekben is előfordulhat szögfeszültség, de ilyen csak ritkán jelentkezik.

#### Kis gyűrűk
A cikloalkánok gyűrűfeszültségét gyakran viszonyítják a ciklohexánéhoz, melyet általában mint feszülésmentes vagy kis feszültségű rendszert fogadnak el. Ezzel szemben a kisebb cikloalkánok – feszültebb szerkezetük miatt – jóval több energiával rendelkeznek. A ciklopropán molekulája háromszög alakú, így benne a kötésszögek 60°-osak, mely jóval kisebb, mint az sp3 hibridizációjú szénatomra jellemző 109,5°, ráadásul a hidrogénatomok fedő állásúak. A ciklobután is hasonlóan feszült, a kötésszögek kb. 88°-osak (molekulája nem teljesen sík alkatú) és a hidrogének itt is fedő állásban vannak. A ciklopropán és ciklobután többletenergiája 27,5, illetve 26,3 kcal/mol. A ciklopentán gyűrűje sokkal kevésbé feszült, azt is nagyrészt a fedő állású hidrogének miatti torziós feszültség okozza, a feszülés miatti energiatöbblete 6,2 kcal/mol.

#### Prelog-feszültség
Némileg meglepő módon a közepes tagszámú (7–13 szénatomos) gyűrűkben a ciklohexánhoz képest nagyobb a feszültség. Ez az úgynevezett Prelog- vagy transzannuláris feszültség akkor jelentkezik, amikor a cikloalkánok a szög- és torziós feszültséget igyekeznek csökkenteni – eközben ugyanis a szemközti CH2 metilénhidak egymás közelébe kerülnek, ami növeli a van der Waals feszültséget.

#### Nagy gyűrűk
A ciklotetradekán és az ez utáni vegyületek feszültségéről sok vita folyik manapság: egyesek úgy vélik, a cikloheptadekán és az ez utáni cikloalkánok feszültsége teljesen eltűnik, mások szerint viszont lassan, de biztosan, növekszik e feszültség.

#### Biciklusos rendszerek
A biciklusos rendszerek többletenergiája általában a két egyedi gyűrű feszülési energiájának az összege, de időnként előfordul, hogy a két gyűrű összekapcsolódása további feszültséget okoz.

## Fordítás
Ez a szócikk részben vagy egészben  a   Strain (chemistry) című angol Wikipédia-szócikk ezen változatának fordításán alapul.  Az eredeti cikk szerkesztőit annak laptörténete sorolja fel. Ez a jelzés csupán a megfogalmazás eredetét és a szerzői jogokat jelzi, nem szolgál a cikkben szereplő információk forrásmegjelöléseként.